# Triodia schinzii
Triodia schinzii är en gräsart som först beskrevs av Johannes Jan Theodoor Henrard, och fick sitt nu gällande namn av Michael Lazarides. Triodia schinzii ingår i släktet Triodia och familjen gräs. Inga underarter finns listade i Catalogue of Life.